# عناق الشيطان
عِناق الشيطان أو ((بالإسبانية: El abrazo de la serpiente)‏) هو فيلم صدر عام 2015 م، وهو فيلم عالمي مشترك من صنف أفلام المغامرات الدرامية. أُخرج الفيلم من قبل سيرو جيرا كما تعاون مع معه جاك تولموند فيدال. وقد كان الفيلم قد صُور بالأبيض والأسود. وفي عام 2015 م، فاز الفيلم بجائزة السينما في قسم أسبوعا المخرجين في مهرجان كان السينمائي. وفي عام 2017 م، وفي مهرجان الريفيرا السينمائي الدولي بجائزة أفضل صورة، كذلك فاز الفيلم بجائزة أفضل فيلم إيبيري لاتيني في جائزة بلاتينو الثالثة. ورشح الفيلم لجائزة أفضل فيلم بلغة أجنبية في جائزة الأوسكار الثامنة والثمانين . مما يُذكر فإن إهداء الفيلم كان لحضارات الأمازون الضائعة، فقد ألهمت يوميات سَفَر كل من ثيودور كوخ غرونبيرغ وريتشارد إيفانس شولتز الفيلم.

## وصلات خارجية
- عناق الشيطان على موقع IMDb (الإنجليزية)
- عناق الشيطان على موقع ميتاكريتيك (الإنجليزية)
- عناق الشيطان على موقع روتن توميتوز (الإنجليزية)
- عناق الشيطان على موقع ألو سيني (الفرنسية)
- عناق الشيطان على موقع Turner Classic Movies (الإنجليزية)
- عناق الشيطان على موقع أول موفي (الإنجليزية)
- عناق الشيطان على موقع بوكس أوفيس موجو (الإنجليزية)
- عناق الشيطان على موقع فيلمافينيتي (الإسبانية)
- عناق الشيطان على موقع قاعدة بيانات الفيلم (الإنجليزية)
- عناق الشيطان على موقع ليتربوكسد (الإنجليزية)

- عناق الشيطان على العلم والأفلام